# Johannes van der Bent
Johannes van der Bent, né vers 1650 à Amsterdam et mort vers 1690 dans la même ville, est un peintre du siècle d'or néerlandais.

## Biographie
Johannes van der Bent a été l'élève de Philips Wouwerman et d'Adriaen van de Velde. Sa date de naissance est incertaine, mais il serait mort de la tuberculose en 1690 vers l'âge de quarante ans.

## Œuvre

### Galerie

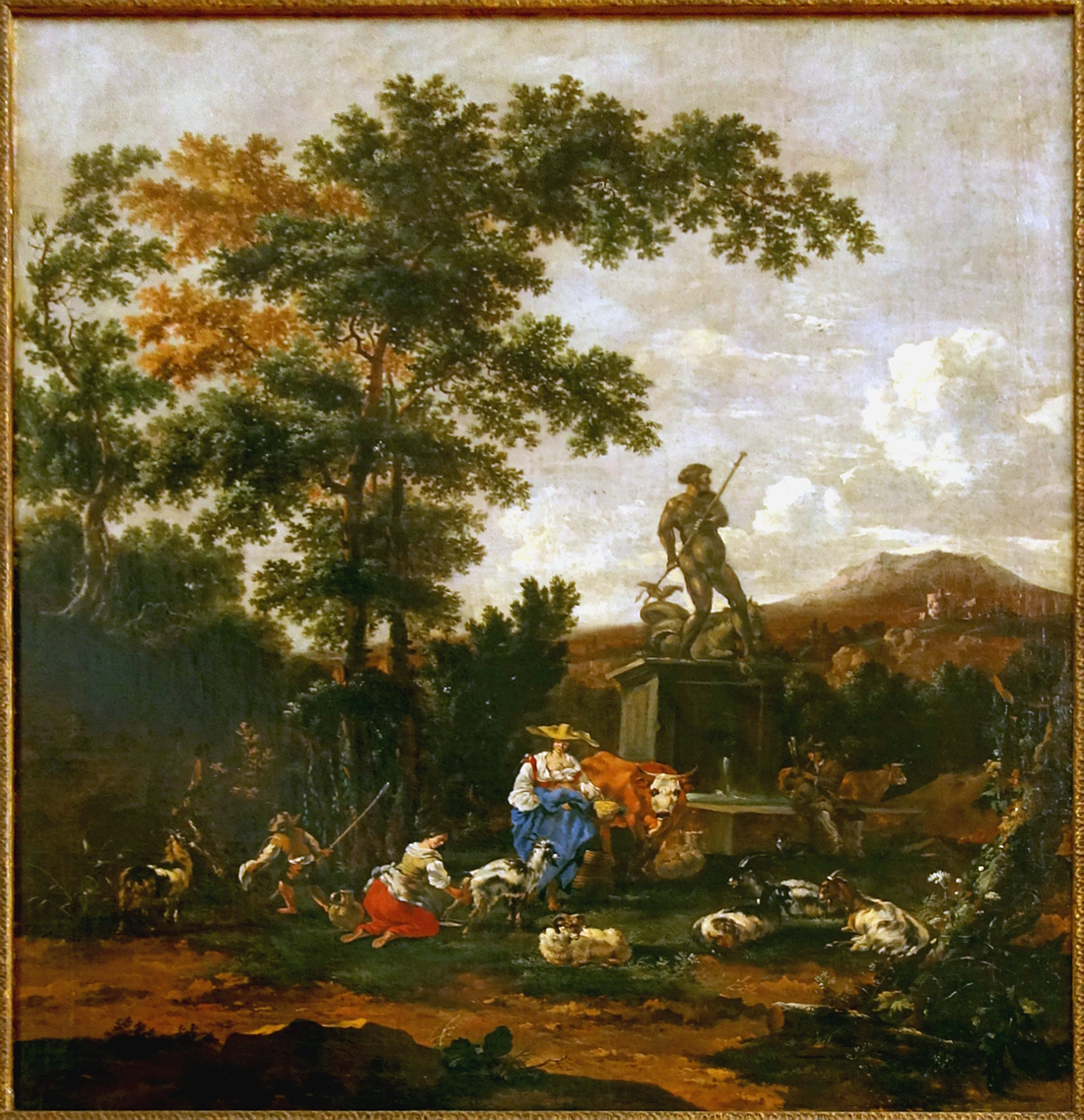
Bergers et troupeaux près d'une fontaine avec la statue de Neptune (Deuxième moitié du XVIIe siècle)
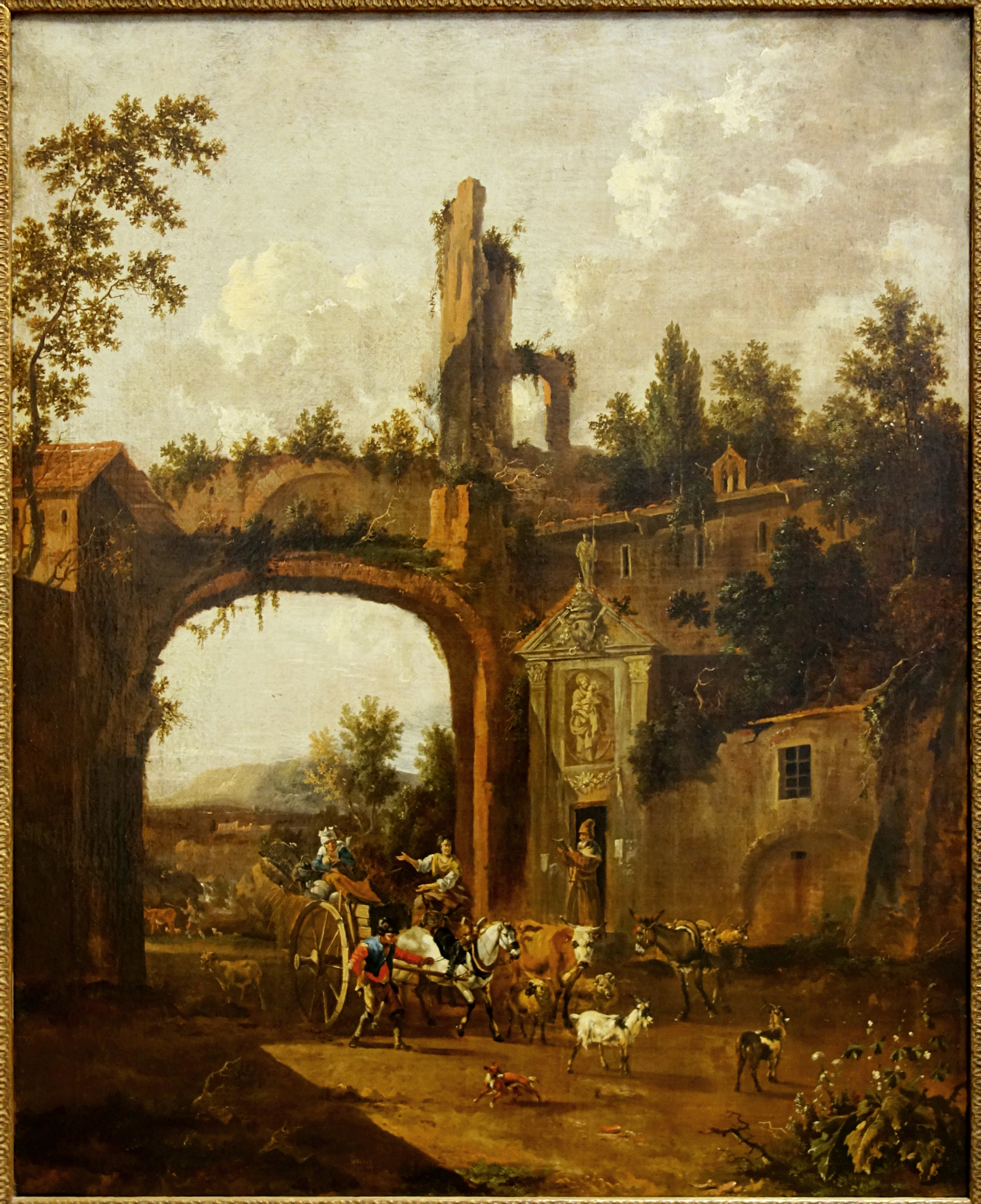
La Charrette (Deuxième moitié du XVIIe siècle)
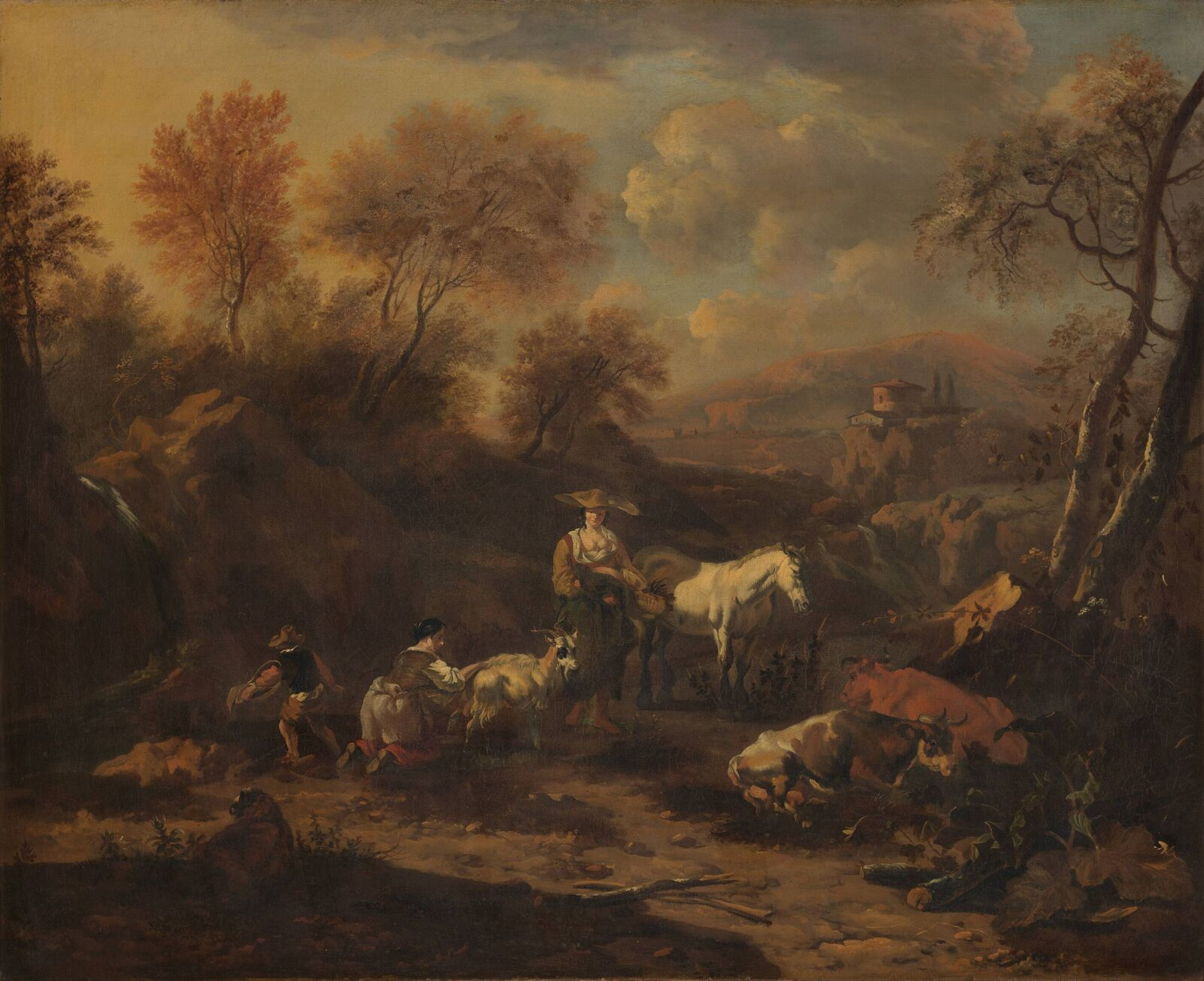
Paysage italien avec deux bergères (entre 1670 et 1690)
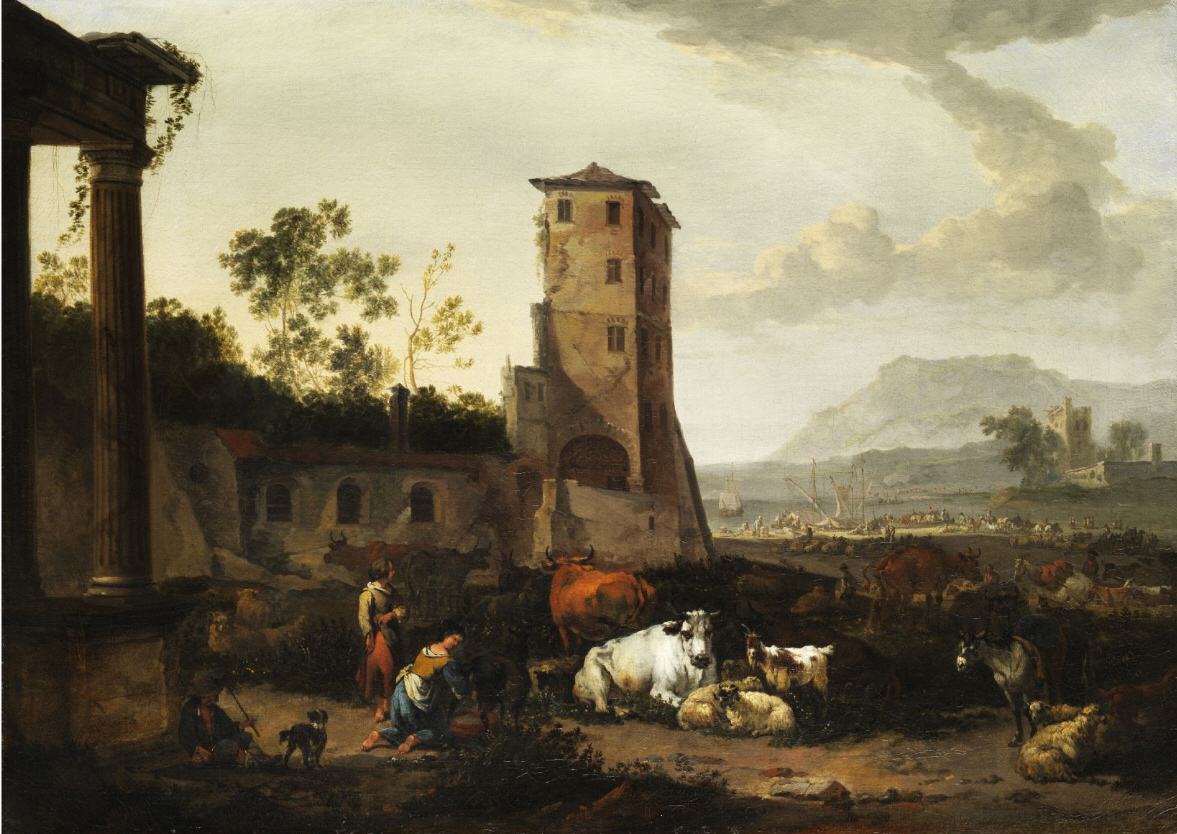
Paysage fantastique avec ruines antiques et idylle pastorale (XVIIe siècle)
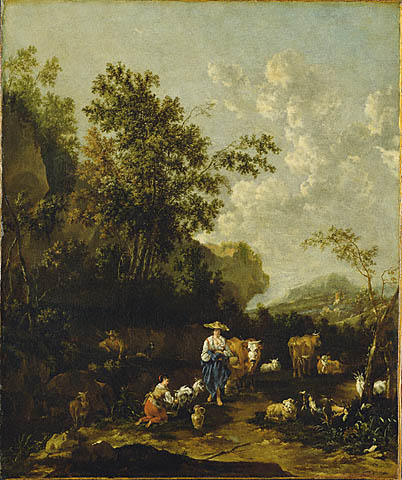
Paysage et paysans (XVIIe siècle)
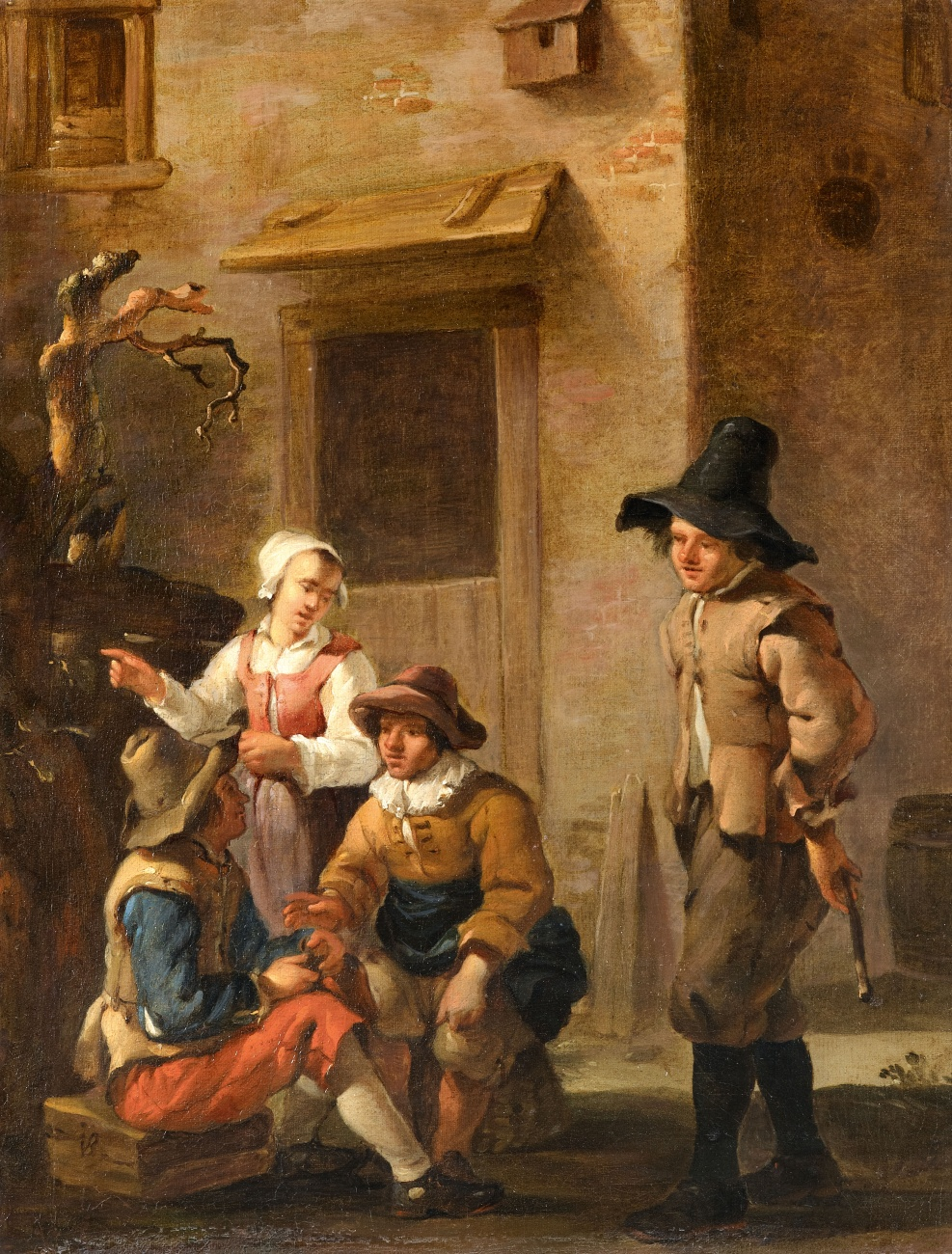
Quatre personnes discutant dans la cour d'une maison italienne